# Farne Islands
Farne Islands är öar i North Sunderland civil parish, i Storbritannien. De ligger i grevskapet och kommunen Northumberland i riksdelen England, i den centrala delen av landet, 500 km norr om huvudstaden London. Farne Islands var en civil parish fram till 1955 när blev den en del av North Sunderland. Civil parish hade 3 invånare år 1951.